# Racoș
Racoș (en allemand: Ratsch, en hongrois: Alsórákos) est une commune roumaine du județ de Brașov, dans la région historique de Transylvanie. Elle est composée des deux villages suivants:
- Mateiaș (en hongrois: Mátéfalva)
- Racoș, siège de la commune

## Localisation
Racoș est située dans la partie nord-est du comté de Brașov, entre Monts Perșani et Monts Harghita, sur les rives de la rivière Olt, à la 68 km du village Brașov.

## Monuments et lieux touristiques
- Église réformée  du village de Racoș (construite au XIXe siècle), monument historique
- Château Sūkösd-Betheln du village de Racoș (construction 1624-1700), monument historique
- Site archéologique Dealul Vărăriei du village de Racoș
- Réserve naturelle Cheile Văii Mari - Dopca, monument naturel (aire protégée avec une superficie de 4 ha)
- Réserve naturelle Locul fosilifer Carhaga, monument naturel avec une superficie de 1,60 ha
- Réserve naturelle Coloanele de bazalt de la Racoș (monument naturel), aire protégée avec une superficie de 1,10 ha
- Rivière Olt